# Гибралтарски мореуз
Гибралтарски мореуз (арапски: مضيق جبل طارق, шп. Estrecho de Gibraltar) јe мореуз који одваја Атлантски океан од Средоземног мора. На северној страни моруза су Шпанија и Гибралтар, а на јужној страни Мароко и Сеута. Његове границе су у антици биле познате као Херкулови ступови. Гибралтарски мореуз је дубок око 1.181 метара, и широк око 14 km у најужем делу. Дубина му расте од запада према истоку. Плитки (300 m) Гибралтарски праг, који се пружа на меридијану рта Трафалгара, штити Средоземно море од продора хладних дубинских атлантских водених маса.
С обе стране мореуза издижу се високи кречњачки гребени, на северној узвишење Гибралтар (424 метра), a са јужне брдо Муса (856 m). На Афричком континенту се налази град Тангер, а на европској страни град Гибралтар. Име Гибралтар потиче од имена „Тарикове стене“ (Џебел Тарик), која је добила име по Тарику ибн Зијаду, берберском вођи прве арапске експедиције на Шпанију, претходнице касније инвазије Арапа на Иберијско полуострво.

## Комуникације
Теснац је важан бродски пут од Средоземног мора до Атлантика. Постоје трајекти који саобраћају између Шпаније и Марока преко мореуза, као и између Шпаније и Сеуте и Гибралтара до Тангера.

### Тунел преко мореуза
Расправа између Шпаније и Марока о тунелу испод мореуза почела је током 1980-их. У децембру 2003. обе земље су се сложиле да истраже изградњу подморског железничког тунела за повезивање својих железничких система преко мореуза. Ширина шина би била 1.435 mm (4 ft 8,5 in) како би одговарала предложеној конструкцији и конверзији значајних делова постојећег система широког колосека у стандардни колосек. Док је пројекат остао у фази планирања, шпански и марокански званичници су се састајали да повремено разговарају о њему, укључујући и 2012. годину. Ти разговори нису довели до тога да се нешто конструктивно догоди, али су се у априлу 2021. министри обе земље сложили да заједнички међувладин састанак буде одржан у Казабланци у наредним месецима. Ово је планирано да би се наставиле дискусије о тунелу. У јануару 2021, влада Велике Британије је проучавала планове за тунел који би повезао Гибралтар са Тангером који би заменио шпанско-марокански пројекат који до тада није имао опипљиве резултате након више од 40 година дискусија.

## Посебни обрасци тока и таласа
Гибралтарски мореуз директно повезује Атлантски океан са Средоземним морем. Ова директна веза ствара одређене јединствене обрасце тока и таласа. Ови јединствени обрасци настају услед интеракције различитих регионалних и глобалних сила испаравања, температуре воде, плимских сила и сила ветра.

### Прилив и одлив
Вода тече кроз мореуз мање-више континуирано на исток и запад. Мања количина дубљих сланијих, а самим тим и гушћих вода континуирано се креће ка западу у медитеранском отицају, док се већа количина површинских вода са нижим салинитетом и густином континуирано пробија на исток у медитерански прилив. Ове опште тенденције тока могу бити повремено прекинуте на кратке периоде привременим плимним токовима, у зависности од различитих лунарних и соларних поравнања. Ипак, у целини и током времена, равнотежа тока воде је према истоку, због брзине испаравања унутар медитеранског басена већег од комбинованог дотока свих река које се у њега уливају. На крајњем западном крају мореуза је Камариналски праг, најплића тачка мореуза која ограничава мешање између хладне, мање слане атлантске воде и топлих вода Медитерана.
Током Другог светског рата, немачке подморнице су користиле струје да прођу у Средоземно море без откривања, одржавајући тишину са искљученим моторима. Од септембра 1941. до маја 1944. Немачка је успела да пошаље 62 подморнице у Средоземно море. Сва ова пловила морала су да прођу кроз Гибралтарски мореуз под британском контролом, где је девет подморница потопљено док су покушавале да прођу, а још 10 је морало да прекине пут због оштећења. Ниједна подморница никада није успела да се врати у Атлантик и све су или потопљене у борби или су их потопиле њихове посаде.

### Унутрашњи таласи
Унутрашње таласе (таласе на граничном слоју густине) често производи мореуз. Попут саобраћаја који се спаја на аутопуту, ток воде је сужен у оба смера, јер мора да пролази преко прага Камаринал. Када велики плимни токови уђу у мореуз и плима се опусти, унутрашњи таласи се стварају на прагу Камаринал и настављају ка истоку. Иако се таласи могу појавити до великих дубина, повремено су таласи готово неприметни на површини, а понекад се могу јасно видети на сателитским снимцима. Ови унутрашњи таласи настављају да теку ка истоку и да се преламају око обалских обележја. Понекад се могу пратити на чак 100 km (62 mi; 54 nmi), а понекад стварају интерференцијске обрасце са преломљеним таласима.

## Територијалне воде
Осим крајњег источног краја, мореуз се налази у територијалним водама Шпаније и Марока. Уједињено Краљевство полаже право на 3 nmi (5,6 km; 3,5 mi) око Гибралтара на северној страни мореуза, стављајући део теснаца унутар британских територијалних вода. Пошто је ово мање од максимума од 12 nmi (22 km; 14 mi), то значи, према тврдњи Британаца, да део мореуза лежи у међународним водама. Шпанија оспорава власништво над Гибралтаром и његовим територијалним водама. Слично, Мароко оспорава шпански суверенитет над Сеутом на јужној обали. Постоји неколико острва, као што је спорно острво Перехил, на које полажу право и Мароко и Шпанија.
Према Конвенцији Уједињених нација о поморском праву, пловила која пролазе кроз мореуз чине то под режимом транзитног пролаза, а не ограниченијим невиним пролазом који је дозвољен у већини територијалних вода. Дакле, пловило или ваздухоплов имају слободу пловидбе или прелетања у сврху преласка Гибралтарског мореуза.